# Pen Duick
Gli yacht che hanno portato il nome di Pen Duick sono state imbarcazioni oceaniche nel periodo dal 1960 alla fine degli anni settanta, costruiti per lo yachtsman francese Éric Tabarly,  che contribuì al progetto di ognuno di loro.
- Il primo Pen Duick fu una barca da 36 piedi (nato come Yum) progettata dall'architetto navale William Fife e costruito nel 1898 dal cantiere Gridiron & Marine Motor Works a Carrigaloe nella rada di Cork, Irlanda per lo yachtsman locale W. J. C. Cummins. Il cutter a vela aurica venne presto notato come sportivo di successo nelle acque di Irlanda. Gran Bretagna e Francia. Il padre di Tabarly la comprò quando Éric aveva sette anni, ed il ragazzo imparò a veleggiare su di essa. Dopo la seconda guerra mondiale la barca venne messa in vendita ma senza trovare acquirenti. Éric allora convinse suo padre a regalargliela. Anni dopo gli venne detto che il suo scafo di legno era marcio e non essendo in grado di pagare un cantiere per recuperarla, procedette a farlo lui stesso, creando uno stampo per darle un nuovo scafo in poliestere: fu il più grande del suo tipo al tempo. La ripristinò interamente, con un albero più alto per i climi del sud. Nella notte dal 12 al 13 giugno 1998, Éric Tabarly cadde fuori bordo e risultò disperso nel mare d'Irlanda, mentre portava il cutter centenario alla Fife Regatta che si disputa a Largs, Scozia.

- Il ketch di legno Pen Duick II vinse la Regata transatlantica in solitario del 1964 con Éric Tabarly.

- Lo schooner da 17.45m Pen Duick III, con la sua caratteristica prua da clipper, venne progettato interamente da Tabarly, e costruito in alluminio. Lo yacht vinse la regata Sydney-Hobart nel 1967.

- Il Pen Duick IV fu un trimarano in alluminio da 20.50m con una alberatura a ketch ed alberi rotanti. Venne progettata da André Allègre. Durante la Regata transatlantica in solitario del 1968, il Pen Duick IV entrò in collisione con una nave e Tabarly venne costretto al ritiro dalla competizione. Più tardi, il Pen Duick IV venne venduto allo yachtsman francese Alain Colas, che lo ribattezzò  Manureva e con esso vinse la Regata transatlantica in solitario del 1972. Nel 1978, durante la prima Route du Rhum, Manureva affondò in mare aperto col suo proprietario Alain Colas che scomparve in mare.

- Lo sloop da 10.60m Pen Duick V, con una innovativo serbatoio di zavorra, venne progettato dagli architetti navali Michel Bigoin e Daniel Duvergie per la  Regata transatlantica in solitario San-Francisco - Tokyo 1969, vinta anche da Tabarly.

- Il ketch da 22.25m Pen Duick VI venne costruito nel 1973 su un progetto di André Mauric. L'imbarcazione partecipò alla Whitbread Round the World Race del 1973-74, ma subì la rottura dell'albero in due occasioni. Tabarly partecipò con il Pen Duick VI anche alla regata transatlantica in solitario del 1976 Plymouth - Newport, che vinse, benché la barca fosse progettata per un equipaggio di dodici uomini ed i concorrenti subissero cinque tempeste oceaniche consecutive. Il Pen Duick VI in seguito si confrontò con la  Heath's Condor dotata di albero in fibra di carbonio nella Whitbread Round the World Race  del 1977-78 (vedi Volvo Ocean Race come partecipante non ufficiale, a causa della sua chiglia zavorrata in uranio impoverito).

Tutti gli yacht Pen Duick, eccetto il Pen Duick IV andato perduto, ancora partecipano a gare per imbarcazioni classiche.

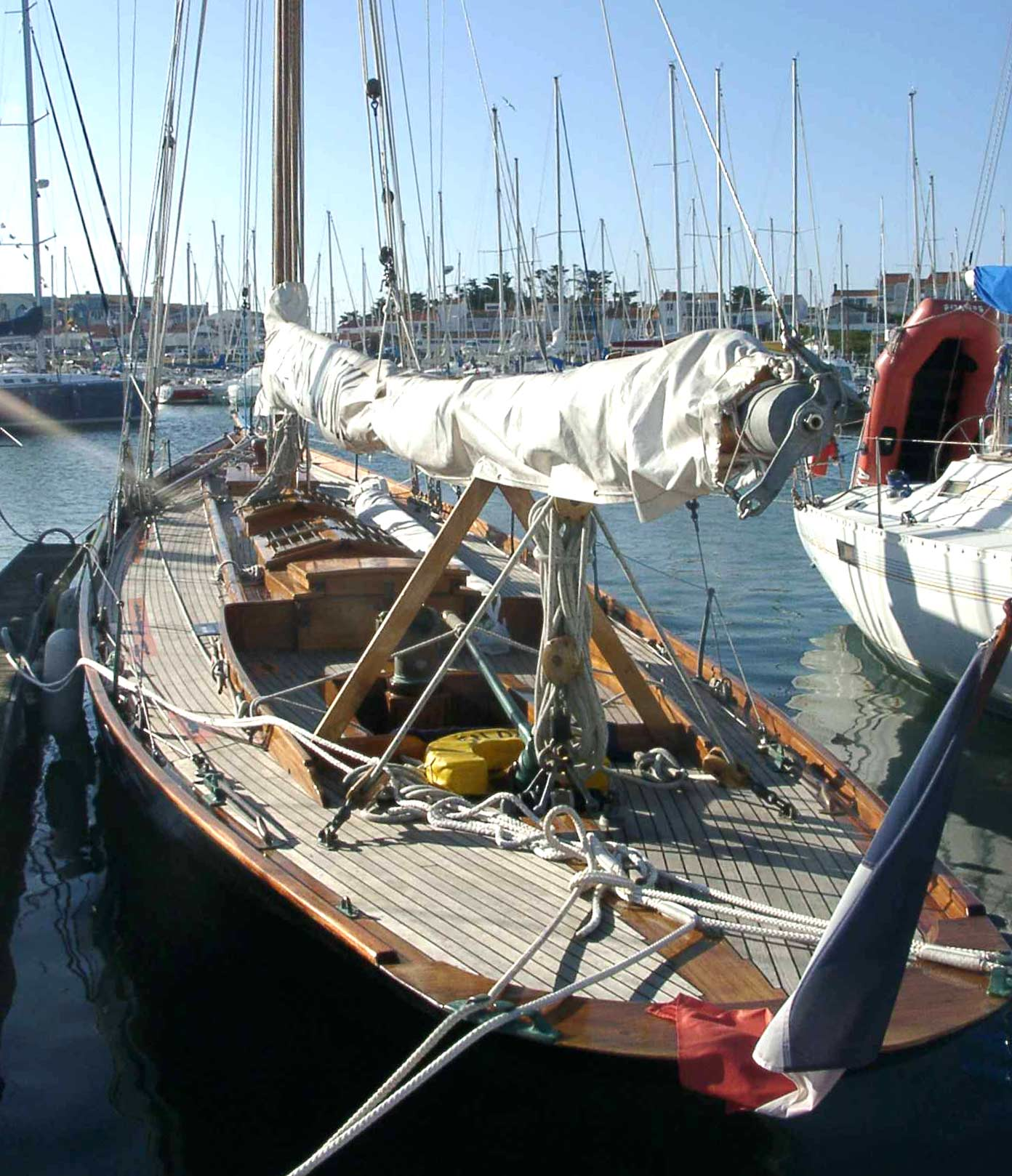
Pen Duick (già Yum, 1898)
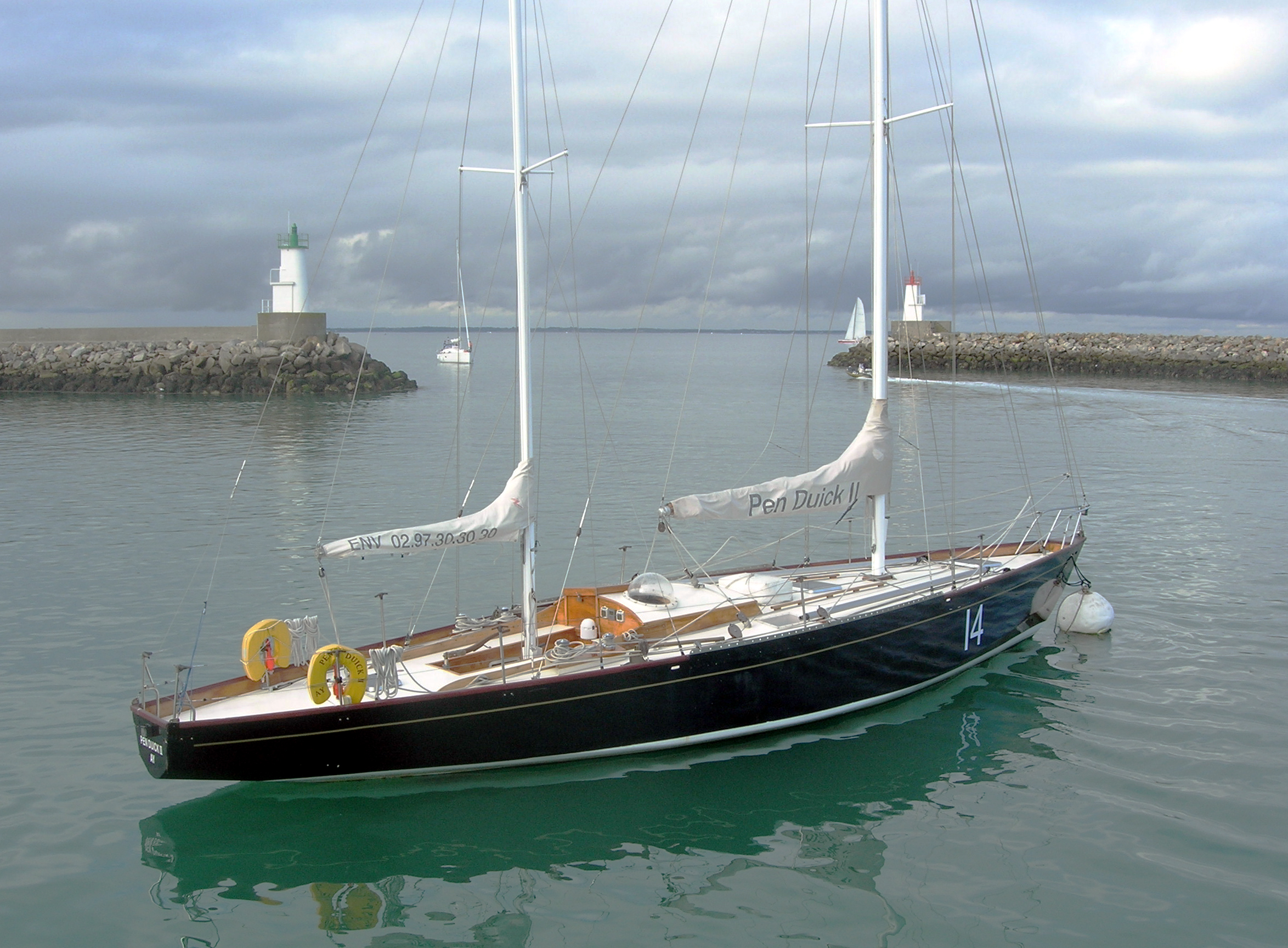
Pen Duick II (1964)
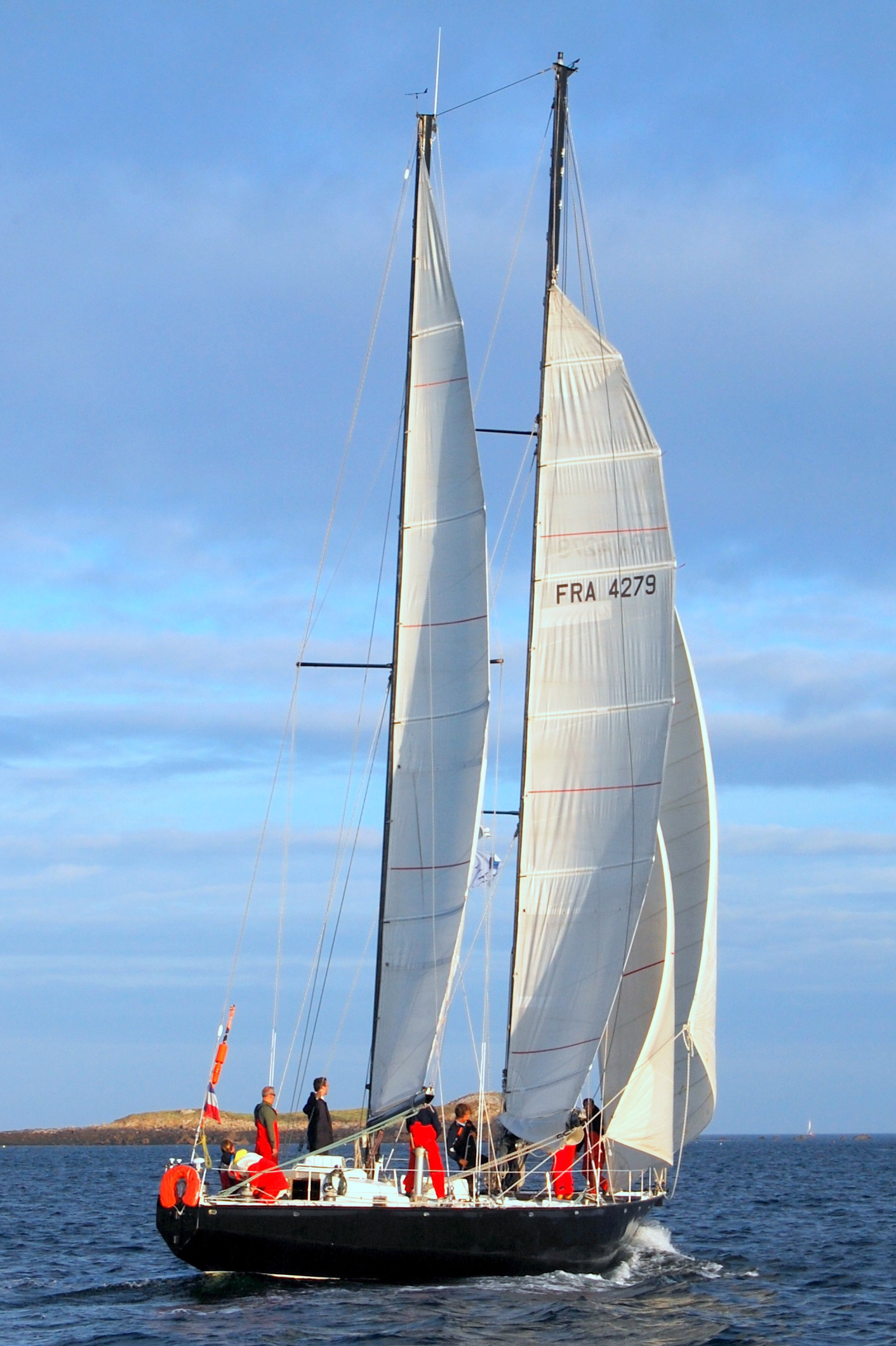
Pen Duick III (1967)
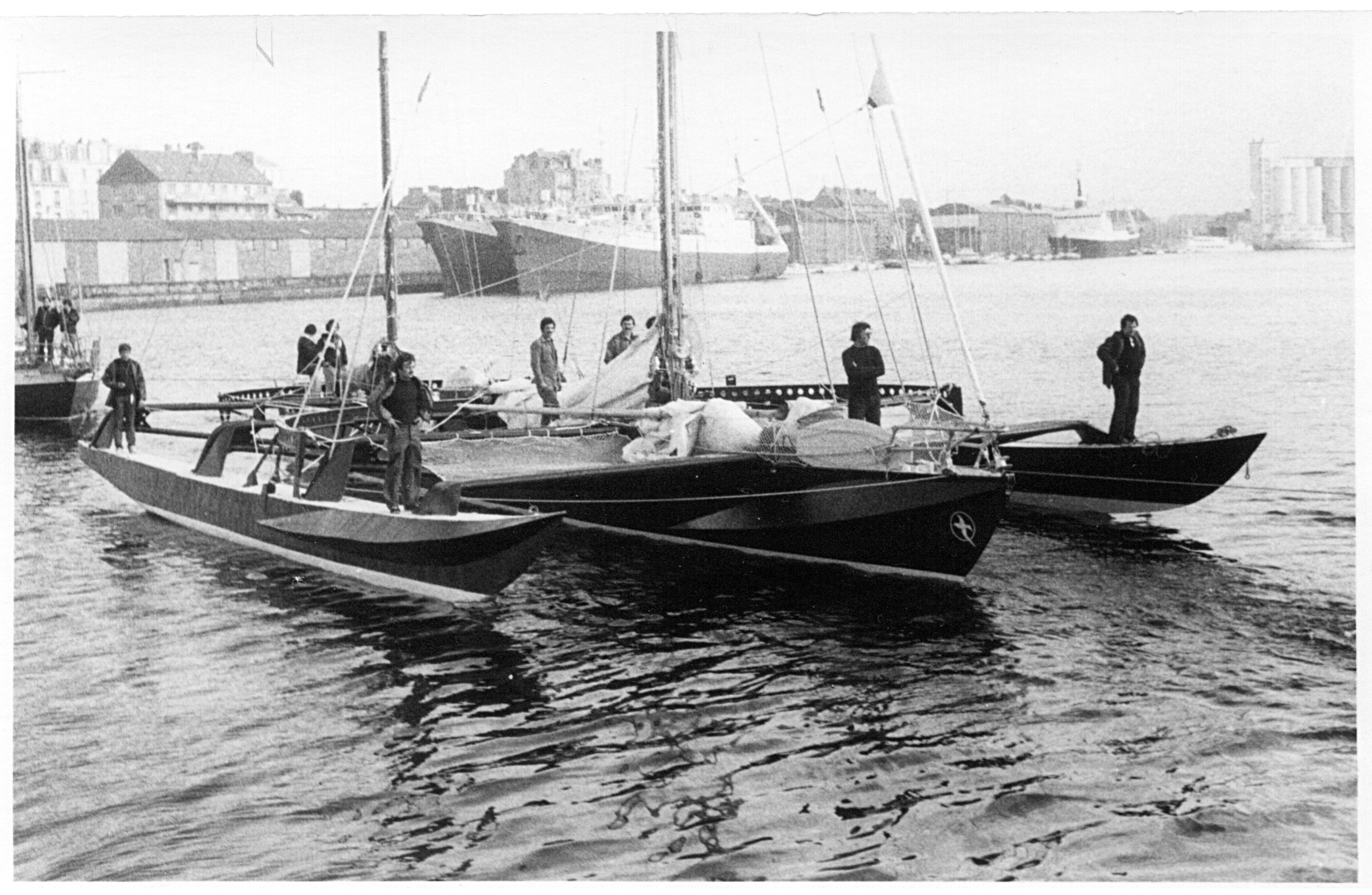
Manureva (già Pen Duick IV, 1968)
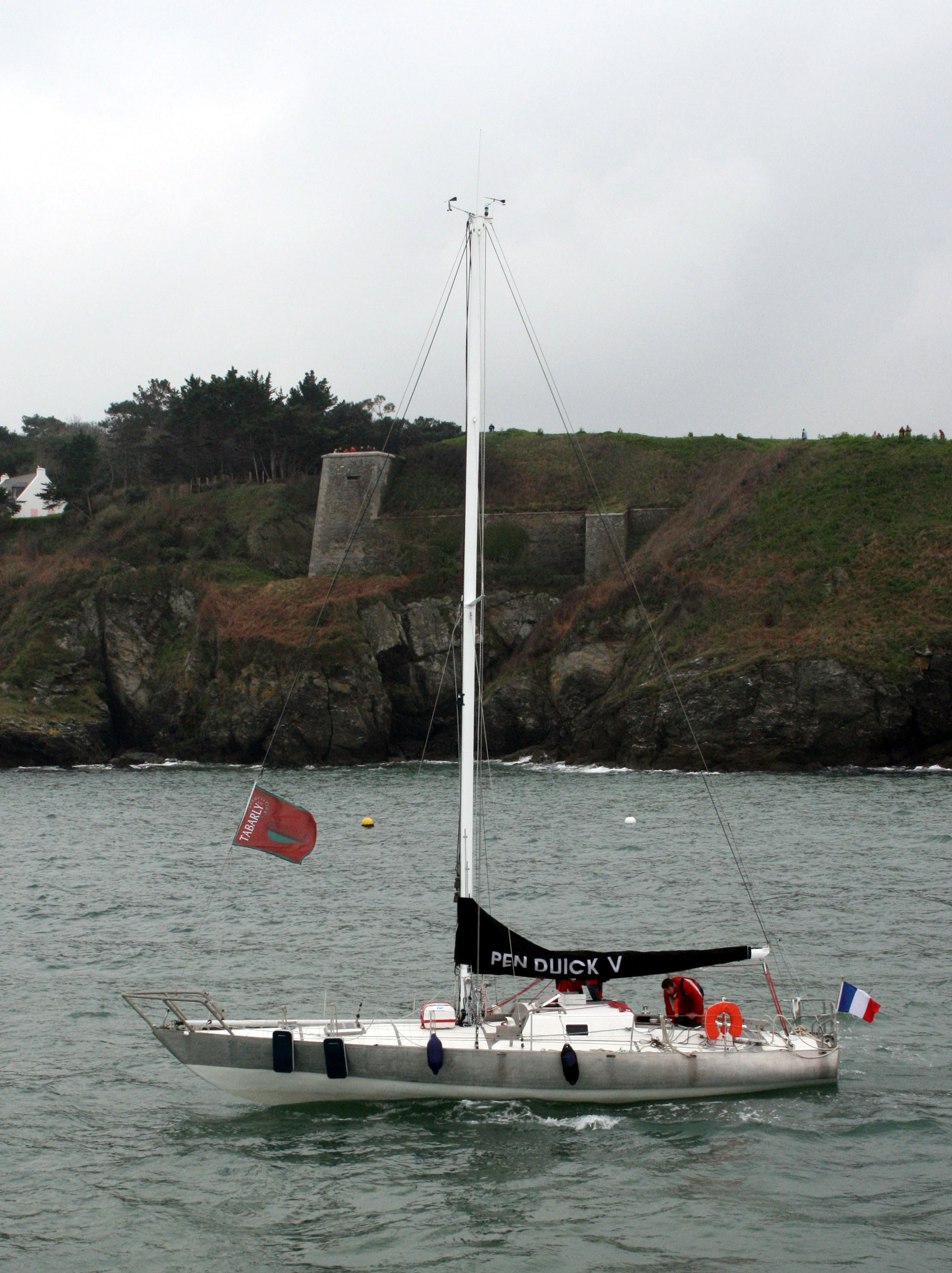
Pen Duick V 1969)
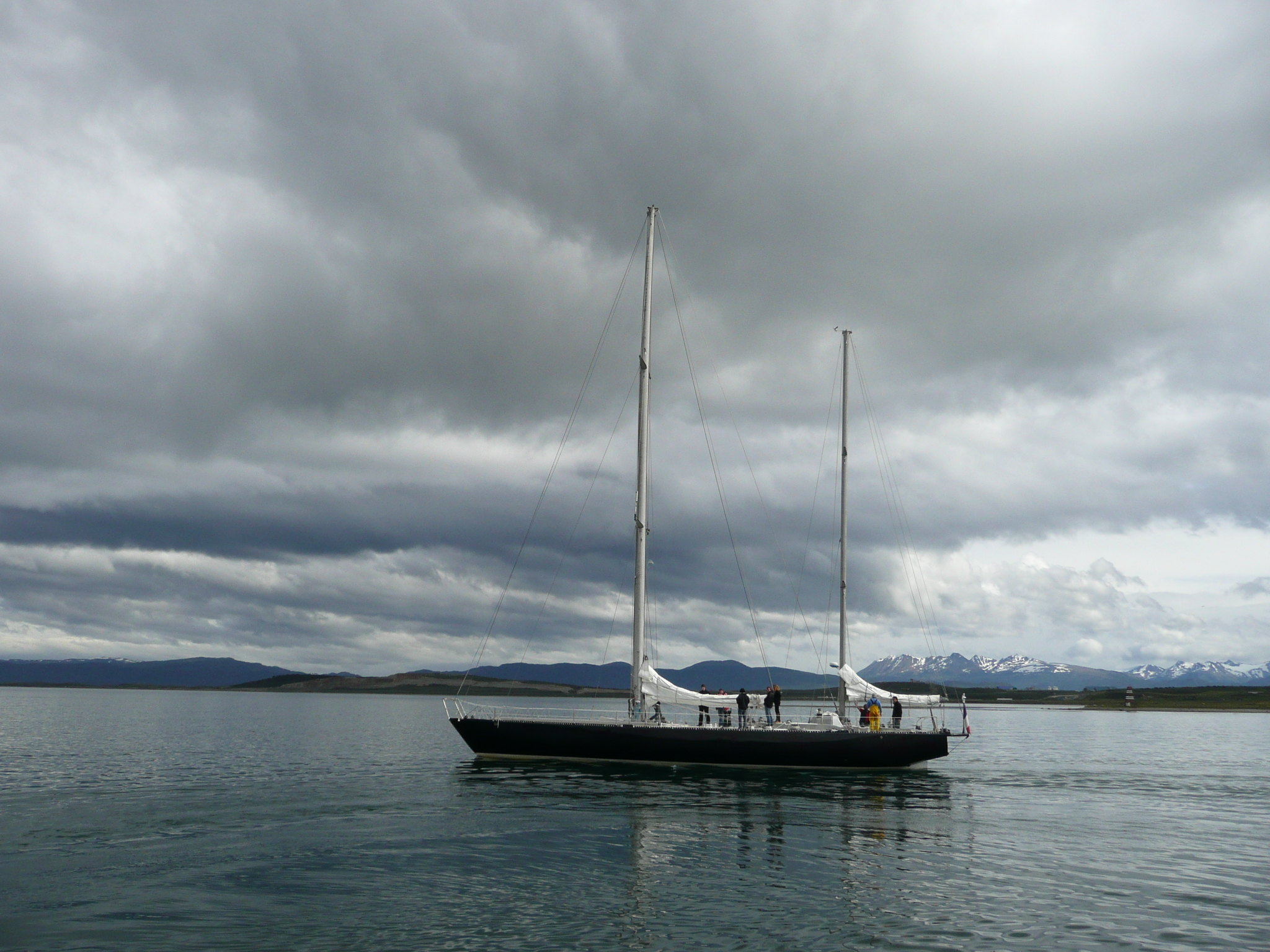
Pen Duick VI (1973)